# Castle Howard
Castle Howard è una residenza di campagna inglese che sorge poco distante (24 km) a nord di York, nella contea del North Yorkshire.
È una delle più grandi residenze private dell'Inghilterra e venne fatta costruire tra il 1699 e il 1712 da Charles Howard, III conte di Carlisle che ne affidò la progettazione all'architetto John Vanbrugh. La residenza appartiene dunque al ramo dei conti di Carlisle della famiglia Howard da più di tre secoli.
Castle Howard non è realmente un castello: la parola inglese castle viene utilizzata anche per indicare quei monumentali edifici costruiti dopo l'epoca di edificazione dei castelli (dal 1500), intesi come fortificazione a scopo prettamente militare.
La residenza è nota per essere apparsa frequentemente in vari programmi della televisione britannica e per essere l'ambientazione del romanzo Brideshead Revisited del celebre scrittore Evelyn Waugh. L'edificio compare inoltre nel film Barry Lyndon, dove è stato utilizzato per girare gli esterni della tenuta Lyndon, e nel film Garfield 2, dove però viene menzionato come "Castello Carlisle".
Nel 2019/2020 la location viene utilizzata nella serie tv di Netflix Bridgerton come residenza del Duca Di Hastings. 
L'edificio è oggi una delle Treasure Houses of England.

## Storia
La costruzione di Castle Howard iniziò nel 1699 e richiese più di 100 anni per essere completata secondo il disegno di John Vanbrugh per Charles Howard, III conte di Carlisle
 L'edificio venne costruito sopra alle rovine del castello di Henderskelfe, entrato nelle proprietà di famiglia nel 1566 attraverso il matrimonio tra Elizabeth Leyburne, vedova di Thomas Dacre, IV barone Dacre di Gillesland, e Thomas Howard, IV duca di Norfolk. 
Il castello è circondato da una vasta tenuta che, durante la sua massima estensione sotto George Howard, VII conte di Carlisle, copriva più di 13.000 acri, oltre 5.200 ettari, e comprendeva i villaggi di Welbrun, Bulmer, Slingsby, Terrington e Coneysthorpe. La tenuta era inoltre servita da una propria stazione ferroviaria, la "Castle Howard Railway Station", dal 1845 fino al 1950. 
Dopo la morte di George Howard, IX conte di Carlisle nel 1911, il castello è stato ereditato dal figlio più giovane Geoffrey, poiché Charles Howard, X conte di Carlisle decise di trasferirsi a Naworth Castle. Nel 1952 la tenuta è stata aperta al pubblico da parte del proprietario di allora, George Howard, figlio di Geoffrey. 
Castle Howard è attualmente di proprietà dell'onorevole Simon Howard, figlio di George. Il castello è classificato come Grade I listed e presenta altri edifici di interesse storico nella tenuta, molti dei quali sono nella lista dell'Heritage at Risk.

## Apparizioni televisive
- Il castello appare nella prima stagione della serie televisiva BridgertonBridgerton con il nome di Clyvedon House, residenza del duca di Hastings.[1].